# ويليام كيتشام
ويليام كيتشام هو سياسي أمريكي، ولد في 1798 في بلومفيلد في الولايات المتحدة، وتوفي في 1 أكتوبر 1876 في بوفالو في الولايات المتحدة. نشط حزبياً في حزب اليمين.